# 宽底假瘤蕨
宽底假瘤蕨（学名：Phymatopteris majoensis）为水龙骨科假瘤蕨属下的一个种。

## 扩展阅读
- 維基物種上的相關：宽底假瘤蕨